# Ngetuk (Nalumsari)
Ngetuk is een bestuurslaag in het regentschap Jepara van de provincie Midden-Java, Indonesië. Ngetuk telt 5010 inwoners (volkstelling 2010).